# Edson Rivera
Edson Ulises Rivera Vargas (Guadalajara, Jalisco, México; 4 de noviembre de 1991), es un futbolista mexicano. Juega como delantero en los Leones Negros de la UdeG de la Liga de Expansión MX.

## Trayectoria

### Inicios
Edson comenzó a jugar fútbol a la edad de seis años y durante siete años jugó con equipos de divisiones inferiores del Club Atlas de Guadalajara. Desde el 2004, hasta el 2011 se estuvo alternando para jugar en los diferentes equipos de las fuerzas básicas del club, jugó con los equipos de la Tercera División, Segunda División, los Académicos de Atlas y la categoría Sub-20. Su contrato con Atlas venció en 2011, por lo que la directiva le ofreció un nuevo contrato como jugador directo de sus fuerzas básicas, pero las negociaciones fracasaron debido a que Edson exigía demasiado dinero para ser un jugador joven y no consolidado con el equipo. El 27 de agosto de 2011, el Sporting Clube de Braga de Portugal anunció su contratación como jugador libre, esto no fue bien visto por la directiva de Atlas, motivo por el cual, a pesar de que los derechos federativos de Rivera ya no pertenecían a Atlas, Carlos Martín del Campo, presidente del equipo rojinegro, intentó bloquear su pase internacional con el fin de recibir compensación por su transferencia al fútbol europeo. A final de cuentas, Rivera logró vincularse con el equipo portugués por cinco años.

### Braga
Jugó su primer partido con el Braga el 5 de octubre de 2011 en un partido amistoso ante el FC Vizela de la Segunda División lusitana, jugó los 90 minutos y marcó un gol con lo que ayudó a la victoria de su equipo por marcador de 5-2. Fue convocado por primera vez para disputar un partido el 19 de noviembre, pero su debut en primera división se dio hasta el 9 de enero de 2012, en la victoria como visitantes ante el Sport Clube Beira-Mar por marcador de 1-2, inició como titular el partido y jugó 60 minutos. Con la llegada al equipo de José Peseiro tras la destitución de Leonardo Jardim como director técnico, Edson fue enviado al equipo "B", de la Segunda División de Portugal, jugó las primeras cuatro jornadas y entonces sufrió una pubalgia que mermó su rendimiento y afectó en sus posibilidades de tener regularidad en el equipo. Después de su lesión no volvió a tener actividad con el club, por lo que a finales de octubre se anunció su salida del equipo y su regreso al Atlas para el 2013.

### Atlas
Su primer partido en México fue el 1 de febrero de 2013 en la victoria de Atlas como visitante ante Jaguares de Chiapas y una semana después, el 9 de febrero, anotó su primer gol como profesional y consiguió la victoria de local ante el Club de Fútbol Atlante. Jugó la final de la Copa México Apertura 2013 en contra de Monarcas Morelia, el partido terminó en empate a tres goles y en los penales Monarcas se alzó con el título. En el 2014 jugó 33 partidos, 19 de titular y solo anotó un gol.

### Santos Laguna
El 7 de diciembre de 2014 el Club Santos Laguna anunció su contratación para el Torneo Clausura 2015. Obtuvo el título de liga cuando su equipo derrotó en la final del Torneo Clausura 2015 a Querétaro por marcador global de 5-3.

### Atlas
El regreso de Edson a Atlas no fue lo que se esperaba.

### Dorados
Después de su paso por Santos, Edson se fue a jugar con Dorados de Sinaloa con quienes logró tener una gran temporada.

### Atlas
Luego de jugar con Dorados, Rivera regresó al Atlas donde tuvo poca participación en la temporada.

### Tepatitlán
Tras haber acumulado pocos minutos en Atlas, Edson decide ir a jugar con los Alteños de Tepatitlán.

## Selección nacional

### Categorías inferiores
México Sub-20
En marzo de 2011 Rivera fue convocado por Juan Carlos Chávez para disputar el Campeonato Sub-20 de la Concacaf. Empezó todos los partidos desde la banca a lo largo del torneo, pero de igual manera jugó los cinco encuentros que disputó la Selección de fútbol sub-20 de México. Anotó un gol en la semifinal en contra de Panamá. En la final, México derrotó a Costa Rica y se alzó con el título de campeón.
Unos meses después fue convocado de nueva cuenta a la selección sub-20, esta vez para disputar la Copa Mundial de Fútbol Sub-20 de 2011. Jugó cinco partidos, solo uno como titular y anotó tres goles, dos ante Colombia y uno ante Francia, México terminó como tercer lugar de la competencia.
México Sub-21
En mayo de 2011 fue convocado para disputar el Torneo Esperanzas de Toulon de 2011. Jugó cuatro partidos y en el encuentro por el tercer lugar falló su tiro en la serie de penales, contribuyendo de esta forma en la derrota de su equipo.

## Estadísticas
Actualizado al último partido jugado el 31 de mayo de 2015.

### Clubes
| Braga Portugal |               |               |    |    |    |   |   |    |    |   |
| 1.ª | 2011-12       | 1             | 0  | 1  | 0  | - | - | 2  | 0  |   |
| Total club | Total club    | 1             | 0  | 1  | 0  | 0 | 0 | 2  | 0  |   |
| Atlas · México |               |               |    |    |    |   |   |    |    |   |
| 1.ª | 2012-13       | 12            | 1  | 5  | 1  | - | - | 17 | 2  |   |
| 1.ª | 2013-14       | 23            | 3  | 9  | 1  | - | - | 32 | 4  |   |
| 1.ª | 2014          | 10            | 0  | 6  | 1  | - | - | 16 | 1  |   |
| Total club | Total club    | 45            | 4  | 20 | 3  | 0 | 0 | 65 | 7  |   |
| Santos Laguna · México |               |               |    |    |    |   |   |    |    |   |
| 1.ª | 2015-16       | 11            | 0  | 7  | 2  | - | - | 18 | 2  |   |
| Total club | Total club    | 11            | 0  | 7  | 2  | 0 | 0 | 18 | 2  |   |
| Total carrera | Total carrera | Total carrera | 57 | 4  | 27 | 5 | 0 | 0  | 84 | 9 |
| (1)Incluye datos de la Copa de la Liga de Portugal (2011-12), Copa México y Campeón de Campeones (2014-15) (2)Incluye datos de |               |               |    |    |    |   |   |    |    |   |

### Selecciones
| Competición                              | Categoría | Sede      | Resultado    | PJ | G |
| ---------------------------------------- | --------- | --------- | ------------ | -- | - |
| Campeonato Sub-20 de la Concacaf de 2011 | Sub-20    | Guatemala | Campeón      | 5  | 1 |
| Copa Mundial de Fútbol Sub-20 de 2011    | Sub-20    | Colombia  | Tercer lugar | 5  | 3 |
| Torneo Esperanzas de Toulon de 2011      | Sub-21    | Francia   | Cuarto lugar | 4  | 0 |
| Total                                    | –         | –         | –            | 14 | 4 |

## Palmarés

### Campeonatos nacionales
| Título               | Equipo             | País   | Año       |
| -------------------- | ------------------ | ------ | --------- |
| Liga MX              | Club Santos Laguna | México | C-2015    |
| Campeón de Campeones | Club Santos Laguna | México | 2014-15   |
| Liga de Expansión MX | Tepatitlán F.C.    | México | C-2021    |
| Campeón de Campeones | Tepatitlán F.C.    | México | 2020-2021 |
| Liga de Expansión MX | Leones Negros      | México | C-2025    |

### Campeonatos internacionales
| Título                           | Equipo                     | Sede      | Año  |
| -------------------------------- | -------------------------- | --------- | ---- |
| Campeonato Sub-20 de la Concacaf | Selección de México Sub-20 | Guatemala | 2011 |